# Guido Rodríguez
Guido Rodríguez (* 12. dubna 1994, Sáenz Peña, Buenos Aires) je argentinský profesionální fotbalista, který hraje jako defenzivní záložník za West Ham a argentinský národní tým. Byl členem argentinského týmu, který vyhrál Mistrovství světa ve fotbale 2022.